# Cristóbal Magallanes Jara a 24 společníků
Cristóbal Magallanes Jara a 24 společníků jsou skupina 25 římských katolíků, zabitých pro svoji víru v letech 1915–1927 během pronásledování křesťanů v Mexiku. Katolická církev je uctívá jako svaté mučedníky.

## Kontext
Mexická vláda, vedená Plutarcem Elíasem Callesem zavedla protináboženskou legislativu a pokusila se vytvořit národní církev, nezávislou na Svatém stolci. V období stupňujícího se pronásledování katolické církve v Mexiku byly znesvěceny chrámy, ničeny biskupské rezidence, uzavřeny semináře a katolické školy a v roce 1926 byly v Mexiku zakázány veřejné bohoslužby v kostelích. Tyto události a vlna represí vyvolaly pobouření mezi katolíky, což vedlo k tzv. válce kristerů, povstání části katolických obyvatel Mexika proti protikatolické politice vlády. Poté došlo ke zpřísnění předpisů, které nutily kněze registrovat se na úřadech, docházelo k vyhánění misionářů ze země, zatýkání a popravám obyvatel, kteří se veřejně přiznali ke své víře. Kromě zde popsaných třinácti mučedníků patřili k obětem režimu také jezuitský kněz Michal Pro, blahořečený roku 1988, augustiniánský kněz Elías del Socorro Nieves, blahořečený roku 1997, nebo skupina 13 mučedníků, blahořečených roku 2005.

## Seznam mučedníků
Zde je uveden seznam mexických mučedníků, kteří byli roku 2000 svatořečeni:
| Jméno a příjmení               | Datum narození     | Datum úmrtí        | (Arci)diecéze        | Stav |
| ------------------------------ | ------------------ | ------------------ | -------------------- | ---- |
| Agustín Caloca Cortés          | 5. května 1898     | 25. května 1927    | Guadalajara          | kněz |
| José María Robles Hurtado      | 3. května 1888     | 26. června 1927    | Guadalajara          | kněz |
| David Galván Bermúdez          | 29. ledna 1881     | 30. ledna 1915     | Guadalajara          | kněz |
| Cristóbal Magallanes Jara      | 30. července 1869  | 25. května 1927    | Guadalajara          | kněz |
| Justino Orona Madrigal         | 14. dubna 1877     | 1. července 1928   | Guadalajara          | kněz |
| Atilano Cruz Alvarado          | 5. října 1901      | 1. července 1928   | Guadalajara          | kněz |
| Román Adame Rosales            | 27. února 1859     | 21. dubna 1927     | Guadalajara          | kněz |
| Julio Álvarez Mendoza          | 12. prosince 1866  | 30. března 1927    | Guadalajara          | kněz |
| Pedro Esqueda Ramírez          | 29. dubna 1887     | 22. listopadu 1927 | Guadalajara          | kněz |
| Rodrigo Aguilar Alemán         | 13. března 1875    | 28. října 1927     | Guadalajara          | kněz |
| Tranquilino Ubiarco Robles     | 8. července 1899   | 5. října 1928      | Guadalajara          | kněz |
| Jenaro Sánchez Delgadillo      | 19. září 1876      | 17. ledna 1927     | Guadalajara          | kněz |
| José Isabel Flores Varel       | 28. listopadu 1866 | 21. června 1927    | Guadalajara          | kněz |
| Sabás Reyes Salazar            | 5. prosince 1883   | 13. dubna 1927     | Guadalajara          | kněz |
| Toribio Romo González          | 16. dubna 1900     | 25. února 1928     | Guadalajara          | kněz |
| Luis Batiz Sáinz               | 13. září 1870      | 15. srpna 1926     | Durango              | kněz |
| Manuel Morales                 | 8. února 1898      | 15. srpna 1926     | Durango              | laik |
| Salvador Lara Puente           | 13. srpna 1905     | 15. srpna 1926     | Durango              | laik |
| David Roldán Lara              | 2. března 1907     | 15. srpna 1926     | Durango              | laik |
| Mateo Correa Magallanes        | 23. července 1866  | 6. února 1927      | Durango              | kněz |
| Miguel de la Mora y de la Mora | 19. června 1878    | 7. srpna 1927      | Colima               | kněz |
| David Uribe Velasco            | 29. prosince 1889  | 12. června 1927    | Chilpancingo-Chilapa | kněz |
| Margarito Flores García        | 22. února 1899     | 12. listopadu 1927 | Chilpancingo-Chilapa | kněz |
| Jesús Méndez Montoya           | 10. června 1880    | 5. února 1928      | Morelia              | kněz |
| Pedro de Jesús Maldonado       | 15. června 1892    | 11. února 1937     | Chihuahua            | kněz |

## Úcta
Dne 7. března 1992 podepsal papež sv. Jan Pavel II. dekret o jejich mučednictví. Blahořečeni pak byli dne 22. listopadu 1992 v bazilice sv. Patra papežem sv. Janem Pavlem II. Dne 28. června 1999 byl uznán zázrak na jejich přímluvu, potřebný pro jejich svatořečeni. Svatořečeni pak byli dne 21. května 2000 na Svatopetrském náměstí papežem sv. Janem Pavlem II.
Jejich památka je připomínána 21. května.